# Santa Maria in Aquiro (församling)
Santa Maria in Aquiro är en församling i Roms stift.
Till församlingen Santa Maria in Aquiro hör följande kyrkobyggnader:
- Santa Maria in Aquiro
- San Francesco Saverio del Caravita
- San Giovanni della Pigna
- Sant'Ignazio di Loyola in Campo Marzio
- Santa Maria Maddalena in Campo Marzio
- Santa Maria sopra Minerva
- Santissime Stimmate di San Francesco
- Santa Maria ad Martyres
- Santi Bartolomeo e Alessandro dei Bergamaschi
- Santi Benedetto e Scolastica all'Argentina